# Charlie Murphy (aktorka)
Charlotte Murphy (ur. 19 kwietnia 1988 w Enniscorthy) – irlandzka aktorka.

## Życiorys

### Wczesne lata
Murphy urodziła się 19 kwietnia 1988 roku w Enniscorthy, jako jedno z szóstki dzieci Brendy i Pata Murphych. Jej rodzice prowadzili salon fryzjerski o nazwie "Scissors Empire". Uczyła się w szkole The Gaiety School of Acting w Dublinie.

### Kariera
W latach 2010–2014 grała rolę Siobhán Delaney, jednej z głównych postaci w telewizyjnym dramacie obyczajowym Love/Hate, za którą otrzymała w 2013 roku Irlandzką Nagrodę Telewizyjną dla najlepszej aktorki telewizyjnej. Jej kolejną dużą rolą była Ann Gallagher w serialu BBC One Szczęśliwa Dolina. W latach 2017–2019 zagrała w innym serialu tej stacji, Peaky Blinders.

## Filmografia

### Filmy
| Rok  | Tytuł                    | Rola              |
| ---- | ------------------------ | ----------------- |
| 2013 | Tajemnica Filomeny       | Kathleen          |
| 2014 | W potrzasku. Belfast ’71 | Brigid            |
| 2014 | Saga Wikingów            | Inghean           |
| 2017 | Cudzoziemiec             | Maggie/Sara McKay |
| 2019 | Dark Lies the Island     | Sarah             |
| 2019 | Skorumpowany             | Gemma Connelly    |
| 2020 | The Winter Lake          | Elaine            |
| 2021 | Creation Stories         | Kate Holmes       |

### Telewizja
| Rok       | Tytuł             | Rola                           | Produkcja  | Uwagi         |
| --------- | ----------------- | ------------------------------ | ---------- | ------------- |
| 2009      | The Clinic        | Natasha Halpin                 | RTÉ        | Serial TV     |
| 2010      | Single-Handed     | Mairead O’Sullivan             | RTÉ        | Serial TV     |
| 2010–2014 | Love/Hate         | Siobhan Delaney                | RTÉ        | Serial TV     |
| 2012      | Wyklęci           | Grace                          | Channel 4  | Serial TV     |
| 2013      | Ripper Street     | Evelyn Foley                   | BBC        | Serial TV     |
| 2013–2014 | The Village       | Martha Lane / Martha Allingham | BBC        | Serial TV     |
| 2014      | Quirke            | Deirdre Hunt                   | BBC        | Miniserial TV |
| 2014–2022 | Happy Valley      | Ann Gallagher                  | BBC        | Serial TV     |
| 2015      | Upadek królestwa  | królowa Izolda                 | BBC        | Serial TV     |
| 2016      | To Walk Invisible | Anne Brontë                    | BBC        | Serial TV     |
| 2016      | Rebellion         | Elizabeth Butler               | RTÉ        | Miniserial TV |
| 2017-2019 | Peaky Blinders    | Jessie Eden                    | BBC        | Serial TV     |
| 2022      | Halo              | Makee                          | Paramount+ | Serial TV     |
| 2022      | Deadline          | Natalie                        | Channel 5  | Serial TV     |
| 2022      | Obserwowani       | Simone Turner                  | BBC        | Serial TV     |